# 莉拉·羅斯
莉拉·羅斯（英語：Lila Rose，1988年7月27日—）是美國反墮胎活動家，「生命行動」的創始人，以暗訪墮胎診所聞名。

## 生平
羅斯在加利福尼亞州聖荷西成長。她在加州大學洛杉磯分校攻讀歷史專業。最初她是福音派教徒，後來改宗天主教。
2003年，時年15歲的羅斯成立了反墮胎組織「生命行動」，開始在學校和青年團體演講。自2007年以來，她幾度假扮為因與成年男性發生性關係而懷孕的十幾歲未成年少女，暗訪全美多地的數個計劃生育診所，並在網路上發布暗訪錄影，她的目標是揭示計劃生育聯盟並沒有報告涉嫌的法定強姦。她也和保守派活動家詹姆斯·歐基夫合作過。
2019年7月，羅斯受邀參加了總統唐納·川普在白宮舉辦的社群媒體峰會，並在會上發言。

## 榮譽
- 2008年，獲「搶救行動（英语：Operation Rescue (Kansas)）」組織頒予「年度人物瑪拉基獎」（Person of the Year Malachi Award）[6]。

## 外部連結
- 莉拉·羅斯的X（前Twitter）
- C-SPAN內的頁面（英文）
- 莉拉·羅斯在互联网电影资料库（IMDb）上的資料（英文）